# کوه سیمونز (توولومن میدوز)
کوه سیمونز (به انگلیسی: Simmons Peak) یک کوه در ایالات متحده آمریکا است که در شهرستان مادرا، کالیفرنیا واقع شده‌است.